# Liliputella microscopica

Liliputella microscopica (лат.) — вид бескрылых мирмекофильных коротконадкрылых жуков из подсемейства Scydmaeninae. Архипелаг Бисмарка.

## Распространение
Встречаются только на Dyaul Island из состава архипелага Бисмарка (одна из островных групп Меланезии в Тихом океане, к северо-востоку от Новой Гвинеи), провинция Новая Ирландия, Папуа-Новая Гвинея.

## Описание
Микроскопические коротконадкрылые жуки, длина тела 0,68 мм. Глаза и крылья отсутствуют. Имеют слабо пигментированное и сплющенное тело, лапки укороченные. Имеют большую и глубокую вентральную головную полость, уникальный признак, неизвестный среди каких-либо других видов всей группы сцидмениды, может быть железистой структурой для привлечения муравьёв. Это один из мельчайших представителей трибы Scydmaenini, в состав екоторой напоминают роды Eudesis и Pseudoeudesis.
Вид был впервые описан в 2016 году польским колеоптерологом Павлом Яложинским (Natural History Museum, University of Wrocław, Варшава, Польша), который предположил, что характерные для Liliputella microscopica признаки строения можно рассматривать, как мирмекофильные.